# 坎波桑皮耶罗新镇
坎波桑皮耶罗新镇（義大利語：Villanova di Camposampiero）是意大利威尼托大区帕多瓦省的一个市镇。总面积12.18平方公里，人口5837人，人口密度479.2人/平方公里（2009年）。国家统计（ISTAT）代码为028104。